# Art 'N' Zoot
Pour les articles homonymes, voir Zoot.
Albums de Art Pepper
Roadgame Tête-À-Tête
(1982)
Art 'N' Zoot est un album d'Art Pepper et de Zoot Sims.

## L'album
Il s'agit du seul et unique enregistrement paru à ce jour entre deux figures du jazz West Coast : Art Pepper et Zoot Sims nés à moins de deux mois d'intervalle en 1925.
La rencontre a été organisée par Tim Owens et Michael Cuscuna dans le cadre d'un programme en 3 parties de 9 heures en tout appelé Central Avenue Breakdown: A Portrait Of A Jazz City...Los Angeles devant rendre hommage à la ville ayant vu naître le jazz West Coast et le Stan Kenton Orchestra. Grâce à un budget important, ils purent organiser deux soirées "all-stars" au Royce Hall du Campus de UCLA et les enregistrer.
La deuxième nuit proposait le Gerald Wiggins Orchestra, la réunion de Bobby Hutcherson et Harold Land, et un group "all-star" réunissant Zoot Sims et Art Pepper. Dexter Gordon devait également être présent mais ne le pu dû à la prolongation de la tournée de son quartet.
Art et Zoot se connaissaient adolescents, fréquentant les mêmes clubs de Central Avenue. Art était très impressionné par Zoot Sims en particulier de sa capacité à imiter le son et les solos de Lester Young. Ils jammaient déjà alors dans le garage de Zoot Sims.
L'ordre des titres a été modifié sur le CD. Lors du concert, ils étaient dans cet ordre :
- Broadway
- The Girl From Ipanema
- In The Middle Of A Kiss
- Wee (Allen's Alley)
- Breakdown Blues
- Everybody's Song But My Own (Kenny Wheeler), solo de Victor Feldman non présent sur ce CD
- Loco Motif (Victor Feldman), solo de Victor Feldman non présent sur ce CD
- Over The Rainbow

## Titres
1. Wee (Allen's Alley) 7:54
2. Over The Rainbow 10:33
3. In The Middle Of A Kiss 9:10
4. Broadway 6:35
5. The Girl From Ipanema 10:43
6. Breakdown Blues 10:35

## Collaborations
- Art Pepper (as) sur 1, 2 et 6, Zoot Sims (ts) sur 1, 3-6, Barney Kessel (g) sur 4-5, Victor Feldman (p), Ray Brown (b) sur 1, 3-6, Charlie Haden (b) sur 2, Billy Higgins (d).

## Dates et lieux
- Royce Hall, Université de Californie, Los Angeles,  Californie, 27 septembre 1981

## Référence du CD
- 1995 Pablo - CD 2310 957-2